# فشتال
فشتال، روستایی از توابع بخش مرکزی شهرستان سیاهکل در استان گیلان ایران است.

## جمعیت
این روستا در شهرستان سیاهکل- واقع در گیلان- قرار دارد و براساس سرشماری مرکز آمار ایران در سال ۱۳۹۰، جمعیت آن ۱۷۵۶ نفر (۸۱۰خانوار) بوده‌است.